# Congresso de Liubeche

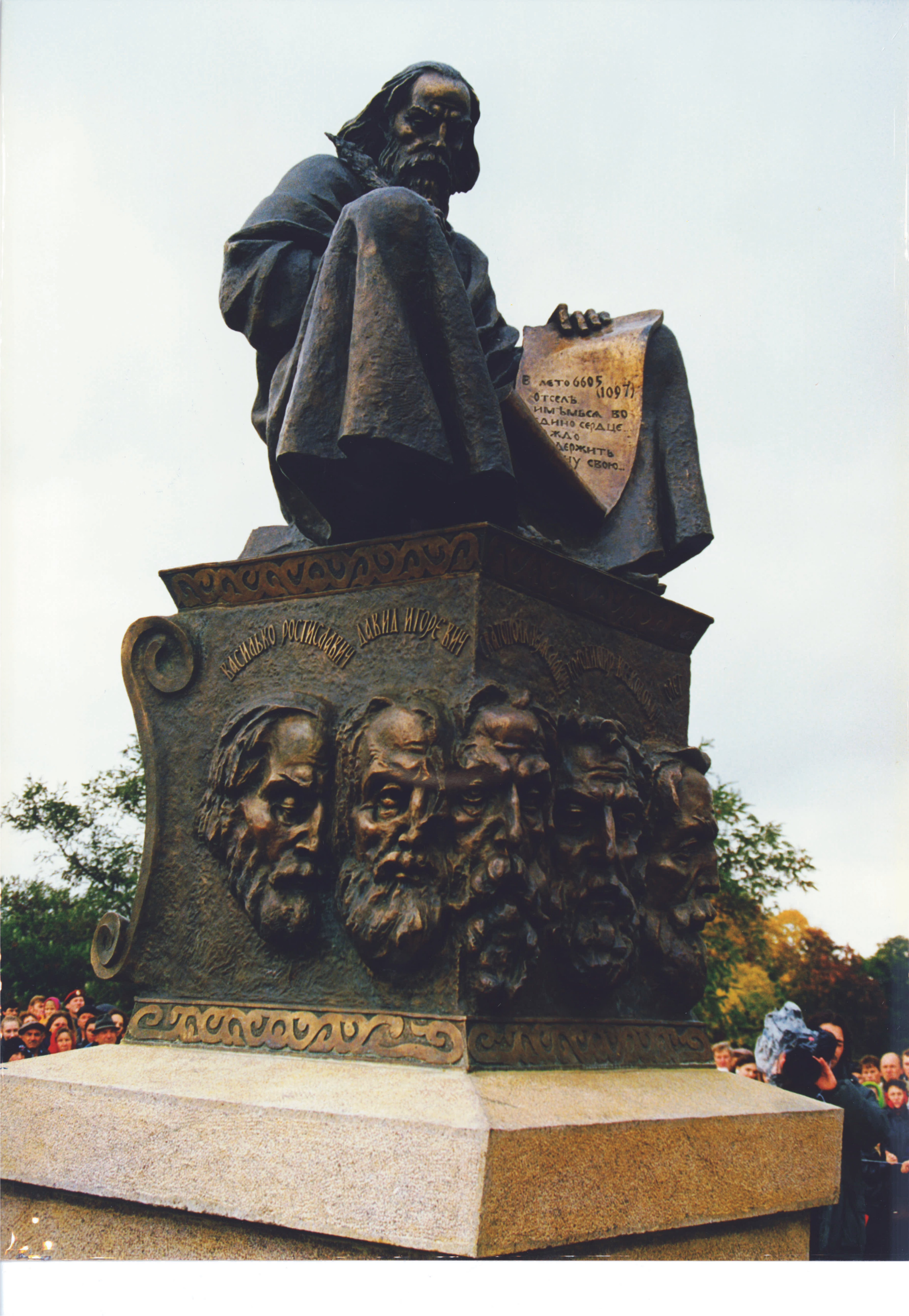
Monumento ao Congresso dos Príncipes de Liubeche. Escultor Gennady Ershov

O Congresso de Liubeche (1097) foi um congresso de príncipes russos, realizado na cidade de Liubeche (no rio Dniepre) a fim de chegar a um acordo sobre o fim da disputa entre os príncipes sobre apanágios e se unirem contra os polovtsianos que estavam devastando a Rússia. A razão imediata para o congresso foi a necessidade de concluir a paz com Olegue Esviatoslaviche, contra quem Esvetopolco Iziaslaviche e Vladimir Monômaco lutavam desde 1094.